# 下焦
下焦，中醫人体部位名，是三焦之一。
下焦即三焦的下部，指下腹腔自胃下口至二阴（陽明）部分。《靈樞·營衛生會》稱：“下焦者，別迴腸（大腸），注於膀胱而滲入焉。故水穀者，常並居於胃中，成糟粕，而俱下於大腸而成下焦。滲而俱下。濟泌別汁，循下焦而滲入膀胱焉”。李时珍于《本草纲目》中曾说：“上焦主纳，中焦主化，下焦主出”。
下消是一種下焦病症，即“小便黃赤，為淋為濁，如膏如脂，面黑耳焦，日漸消瘦，其病在腎，故又名腎痟也”，類似今日所謂的糖尿病。

## 外部連結
- 下焦（页面存档备份，存于） 中藥方劑圖像數據庫 (香港浸會大學中醫藥學院) （中文）（英文）
- 小便黃赤 （页面存档备份，存于） 中藥方劑圖像數據庫 (香港浸會大學中醫藥學院) （中文）（英文）
- 小便短赤 中藥方劑圖像數據庫 (香港浸會大學中醫藥學院) （中文）（英文）
- 小便頻數 中藥方劑圖像數據庫 (香港浸會大學中醫藥學院) （中文）（英文）
- 小便不利 中藥方劑圖像數據庫 (香港浸會大學中醫藥學院) （中文）（英文）
- 小便澀痛 中藥方劑圖像數據庫 (香港浸會大學中醫藥學院) （中文）（英文）
- 小便赤澀 中藥方劑圖像數據庫 (香港浸會大學中醫藥學院) （中文）（英文）
- 糖尿病 中藥方劑圖像數據庫 (香港浸會大學中醫藥學院) （中文）（英文）